# Afanassi Nikitin
Afanassi Nikitin, rus: Афанасий Никитин "Afanasi, fill de Nikita" (Tver c.1433 – Smolensk, 1475), fou un mercader, explorador i escriptor rus, Es va convertir en el primer europeu que va arribar a l'Índia al segle XV (més de 25 anys abans que ho fes el navegant portuguès Vasco da Gama).
Va néixer cap al 1433. Era fill de pagesos, i després va arribar a ser mercader de Tver. En 1466-1474 va viatjar de Nijni Nóvgorod a Pèrsia, Índia; i en el seu camí de tornada, a Somàlia, Masqat (Oman) i Turquia.
Va començar el seu viatge amb el seguici de l'ambaixador de Xirvan, Hassan Bei, però en el delta del riu Volga, el comboi va ser saquejat per tàtars d'Astracan. Afanasi Nikitin, en vaixell, va arribar a Derbent (Daguestan), però per causa d'una tempesta el vaixell més petit es va estavellar a la costa prop de la ciutat de Tarkí, i la seva mercaderia es va perdre. No podia tornar ignominiosament, sense mercaderia ni diners, i al setembre de 1468, Afanassi Nikitin va sortir de Bakú a la província persa de Mazanderan, va pujar fins a Elbrús i va viatjar al sud. En 1469 va viatjar a la ciutat d'Ormuz. En 1471 va sortir en un vaixell cap a l'Índia. Va viatjar per l'Índia, va visitar Chaul, Bidar (Sultanat de Bahmani) i Parvat. En 1473 va decidir tornar a Rússia, a través de Pèrsia, Trebisonda, Caffa (Teodòsia), però no va poder tornar a Tver. Va morir prop de Smolensk en 1474/1475.
Afanassi Nikitin va escriure la seva obra Un viatge més enllà dels Tres Mars. El formen les notes de les seves impressions i observacions que va apuntar durant el seu itinerari.
En 1475 el seu llibre va caure en mans d'un funcionari, el diak Vassili Mómirev, i va ser inclòs en el cos de cròniques de 1489. Nikolai Karamzín va descobrir les notes de Nikitin i les va publicar en 1817.
La ciutat de Tver li va erigir un monument el 1955.

## Adaptacions cinematogràfiques
- "Pardesi" (1957)